# 岡田宮
岡田宮（おかだぐう）は、福岡県北九州市八幡西区黒崎地区にある神社で、正式には岡田神社。

## 概要
古事記に初代天皇神武天皇が東征の折に逗留したと記載されている古社で、天・地・人の三ノ宮を有する。
毎年七月に岡田宮へ奉納する黒崎祇園山笠は北九州の風物詩として有名である。

## 祭神
- 岡田宮：神日本磐余彦命（神武天皇）
- 熊手宮：大国主命、少名彦神、県主熊鰐命
- 八所宮：高皇産霊神、神皇産霊神、玉留産霊神、生産霊神、足産霊神、大宮売神、事代主神、御膳神

## 歴史
かつて崗地方（旧遠賀郡）を治めた熊族が洞海菊竹ノ浜（貞元）に祖先神を祀ったのが始まりとされ、そのためにこの地域一帯を『熊手』と号したといわれる。後、神武天皇が東征（神武東征）の途上に、この地に1年間逗留し八所神を祀ったとされ、神武東征にある岡田宮の候補地の一つである。
仲哀天皇の時代には恭順した崗県主熊鰐の案内によって、神功皇后が岡田宮の八所神を奉祭したとの記事が日本書紀に載る。
岡田宮の鎮座する地は北部九州の要衝の地であり、天慶3年藤原純友の乱の際には官軍の主将・小野好古と副将・源経基が必勝を祈願し神鈴を奉納したと伝わり、建久5年に遠賀郡・鞍手郡を領した宇都宮重業は祭礼法度を定め、波多野兼直に祭祀させたという。以来、社領18ヶ所・末寺9坊と栄えた。永禄2年に大友氏の兵火に遭い社殿を焼失したものの、同8年に麻生元重により社殿が復興される。
慶長10年、黒崎城が築城され黒崎宿が整備されると貞元から現在地へ遷座され、黒崎熊手の総鎮守として福岡藩はもとより長崎街道参勤の諸大名、上り下りの文人墨客より篤い崇敬を受けた。慶応元年には三条実美が太宰府へ落ち延びる最中に和歌を奉納している。
明治5年に村社に列し、同41年には神饌幣帛料供進社に指定される。現在では北九州市の副都心である黒崎地区の鎮守神の一社として多くの参詣者で賑わう。

## 祭事・年中行事
- 祇園大祭（黒崎祇園山笠）：7月21日～23日
- 放生大祭：9月24日～25日
- 秋季大祭（例大祭）：10月18日～19日

## 交通
- JR鹿児島本線 黒崎駅から徒歩で約10分(820m)。
- 北九州高速4号線黒崎出入口より約3㎞。参拝者用無料駐車場あり